# Efraim Karsh

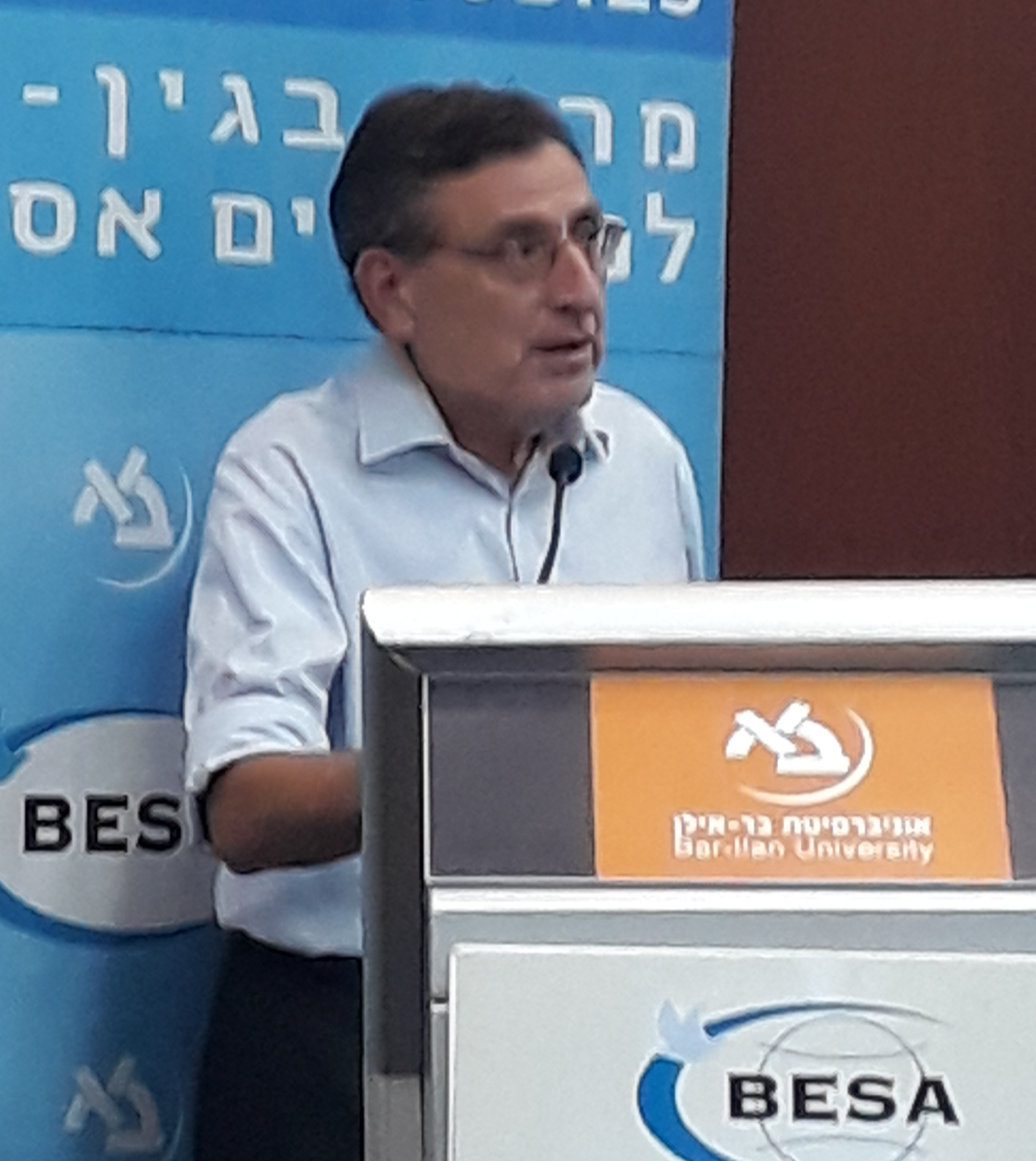
Efraim Karsh, 2018

Efraim Karsh (gelegentlich auch Ephraim; * 6. September 1953 in Israel) ist Gründungsdirektor des Fachbereiches Nahost- und Mittelmeerstudien am King’s College in London, an dem er 2014 emeritiert wurde. Seit 2013 ist er Professor für Politische Wissenschaft an der Bar-Ilan-Universität in Ramat Gan und Forschungsbeauftragter des daran angegliederten Begin-Sadat-Zentrum für Strategische Studien. Weiterhin ist er leitender Forschungsbeauftragter (und ehemaliger Direktor) des Middle East Forum, einer Denkfabrik in Philadelphia. Er ist Historiker des Nahen Ostens und Autor zahlreicher Bücher. Er gilt als einer der schärfsten Kritiker der Neuen Historiker, einer Gruppe israelischer Gelehrter, die die traditionelle Geschichtsschreibung des israelisch-palästinensischen Konflikts in Frage stellen.

## Werdegang
Karsh ist in Israel geboren und aufgewachsen. Er absolvierte sein Bachelorstudium in Arabischer und Moderner Geschichte (Neuere und Neueste Geschichte) des Nahen Ostens an der Hebräischen Universität in Jerusalem und erhielt die akademischen Grade MA und Ph.D. in Internationale Beziehungen von der Universität Tel Aviv.
Nach Erlangung seines Bachelorabschlusses arbeitete er zunächst als wissenschaftlicher Analytiker im Rang eines Majors bei den israelischen Streitkräften (IDF). Nach seiner Promotion erhielt er akademische Lehr- und Forschungsaufträge an der Columbia- und der Harvard-Universität, der Sorbonne, der Universität Helsinki, am Kennan Institut für fortgeschrittene Russland Studien (Kennan Institute for Advanced Russian Studies) in Washington, D. C. und Jaffee Center for Strategic Studies an der Universität Tel Aviv.
Von Ende der 1980er Jahre bis 2011 lebte er in England, wo er den Fachbereich für Nahost- und Mittelmeerstudien am King’s College London gründete. Von 2011 bis 2012 war er als Direktor des Middle East Forum in Philadelphia tätig.
Karsh veröffentlichte zahlreiche Arbeiten zur sowjetischen Auslandspolitik und zur europäischen Neutralität. Er ist Gründer und Herausgeber der Zeitschrift Israel Affairs, erscheint oft in Radio- und Fernsehsendungen in Großbritannien und den USA und schrieb Artikel für führende Zeitungen wie The New York Times, Los Angeles Times, The Wall Street Journal, The Times (London) und The Daily Telegraph.

## Auseinandersetzungen

### Islamische Geschichte
Efraim Karsh lehnt es ab, die Begriffe „empire“ (Weltreich) und Imperialismus auf die europäischen Mächte und neuerdings auf die Vereinigten Staaten anzuwenden und die Muslime, ob im Nahen Osten oder sonst wo auf der Welt, als Opfer von aggressiven, europäischen Übergriffen im Kolonialismus zu sehen. Er führt stattdessen die gegenwärtigen Spannungen im Nahen und Mittleren Osten auf jahrhundertealte, einheimische Tendenzen, Verhaltensmuster und vor allem auf eine „tausendjährige imperiale Tradition“ zurück, welche in der Region selbst wurzeln. Äußere Einflüsse seien weder für die politische Entwicklung des Nahen Ostens noch für seine prekäre Lage hauptverantwortlich, sondern würden nur eine sekundäre Rolle spielen.
Er sieht laut seinen Arbeiten keinen Plan Europas, den Nahen Osten zu beeinflussen, der in der Zerstörung des Ottomanischen Reiches gipfelte, sowie keine Idee, dass die europäischen Mächte die politische Einheit des Nahen Ostens durch künstlich erschaffene Staaten zerstört hätten. In seinem Buch Islamic Imperialism. A History (Yale University Press, 2006 – deutsche Ausgabe Imperialismus im Namen Allahs, DVA, 2007) entwickelt Karsh die Theorie, nach der nicht der koloniale Imperialismus europäischer Mächte die politischen Verwerfungen im Nahen Osten verursacht habe, sondern ein religiöser Imperialismus des Islam. Er behauptet, dass die Entstehung des Islam untrennbar mit „empire“ (Weltreich) verbunden sei und im Gegensatz zum Christentum der Islam seine imperialen Ambitionen bis zum heutigen Tag beibehalten habe. Die Geschichte des Islam ist laut Karsh eine Geschichte von Aufstieg und Niedergang imperialer Aggressivität und von nie begrabenen imperialen Träumen.
Wenn heute die USA in der muslimischen Welt geschmäht werde, so geschehe dies nicht wegen ihrer Politik im Speziellen, sondern wegen ihrer ersichtlichen Weltmacht. Die USA verhinderten die Rückkehr zur „verlorenen Herrlichkeit“ des Kalifats sowie die Errichtung einer weltweiten muslimischen Gemeinschaft, der Umma. Nach Karshs Sichtweise ist diese Vision nicht auf eine kleine extremistische Randgruppe beschränkt. Dies beweise die überwältigende Unterstützung der Anschläge des 11. September in der islamischen Welt. Osama bin Laden repräsentiere niemand Geringeres als eine Inkarnation Saladins, des Bezwingers der Kreuzfahrer und Eroberers von Jerusalem.

### Rezeption
Die Schriften von Karsh polarisieren unter den Rezensenten. Teilweise wurden sie sehr positiv aufgenommen. Unter anderem Daniel Pipes, Amir Taheri und Howard Sachar (ehemals George Washington University) rezensierten sein Buch Palestine Betrayed positiv. Sachar bezeichnete es als Ergebnis akribischer, gar erschöpfender Wissenschaft, welchem selbst Forscher von entgegengesetzter Überzeugung mit größter Ernsthaftigkeit und Respekt begegnen müssten. Einige Wissenschaftler bezeichneten seine Forschung hingegen als unseriös. Der Historiker Richard Bulliet (Columbia University) rezensierte z. B. Empires of the Sand als tendenziös und nicht zuverlässig. Yezid Sayigh, zu dieser Zeit wie Karsh am King’s College tätig, behauptete, dass Karsh weder eine solide Ausbildung als Historiker, noch als Politologe genossen habe. Der Politikwissenschaftler Ian Lustick (University of Pennsylvania), dessen Familie und der selbst gelegentlich Opfer antisemitischer Anfeindungen war, beurteilte Fabricating Israeli History als voll von Widersprüchen und Verzerrungen. Die Arbeit sei böswillig (malevolent), nicht stringent (erratic) und schlampig (sloppy).
Karsh ging im Middle East Quarterly auf die vorgebrachte Kritik ein. Um Sayigh's obigen Anwurf zu enkräftigen, verwies Karsh auf seinen akademischen Werdegang (Studium der Nahostgeschichte und Arabistik sowie Promotion in Internationalen Beziehungen) und auf den großen Umfang seiner wissenschaftlichen Veröffentlichungen. Weiterhin monierte er die in seinen Augen mangelnde Eignung Richard Bulliets als Kritiker seines Werkes Empires of the Sand: Als Mediävist verfüge dieser über keine tiefergehende Kenntnis der behandelten Thematik und habe auch keinerlei eigene Forschung in diese Richtung betrieben. Stattdessen propagiere er „in seiner Freizeit das Bild des Nahen Ostens und seiner Nationen als unglückliche Opfer von westlichem Imperialismus“. Empires of the Sand habe den „Zorn der etablierten Arabisten“ auf sich gezogen: Diese hätten sein Werk teilweise kritisiert, ohne es selber gelesen zu haben. Ein Wissenschaftler habe seine Kollegen in einem Rundbrief gar dazu aufgefordert, negative Kommentare auf der Website eines großen Internetbuchhändlers zu hinterlassen, um potentielle Käufer abzuschrecken. Karsh beklagte eine bei diesen Wissenschaftlern vorherrschende Tendenz, nahöstliche Akteure von Verantwortung für den Verlauf politischer Entwicklungen gänzlich freizusprechen und diese alleinig westlichen Akteuren zuzuschreiben. Dies sei akademisch unhaltbar und zudem moralisch verdammungswürdig: Die Leugnung der Verantwortung individueller Akteure und Gesellschaften des Nahen Ostens stelle vielmehr einen Fall von Bevormundung dar, welche – der Tradition Lawrence von Arabiens' folgend – regionale Akteure als minderwertige Kreaturen betrachte, welche nicht dazu in der Lage seien, ihr eigenes Schicksal zu lenken. Darum sei es auch nicht verwunderlich, dass sein Werk vor allem von westlichen Wissenschaftlern kritisiert werde, während Intellektuelle aus dem Nahen Osten es deutlich wohlwollender rezipiert hätten.

### Neue Historiker
siehe Hauptartikel: Neue Historiker
Im Middle East Quarterly, einer wissenschaftlichen Zeitschrift des Middle East Forum, schrieb Karsh, dass die Neuen Historiker „systematisch die archivalen Beweise verzerren, um eine Geschichte Israels nach ihren eigenen Vorstellungen zu erfinden“. Karsh war von 2011 bis 2012 Direktor des Middle East Forum und ist weiterhin Herausgeber des Middle East Quarterly.

## Werke
In deutscher Sprache:
- Imperialismus im Namen Allahs. Von Muhammad bis Osama Bin Laden (DVA Sachbuch, München 2007)

In englischer Sprache:
- Palestine Betrayed (Yale University Press, 2010)
- Islamic Imperialism: A History (Yale University Press, 2006)
- Arafat’s War: The Man and His Battle for Israeli Conquest (Grove Atlantic, 2004)
- Rethinking the Middle East (Cass, 2003)
- The Arab-Israeli Conflict. The Palestine 1948 War (Osprey, Oxford 2002)
- The Iran-Iraq War (Oxford, Osprey, 2002)
- Empires of the Sand: The Struggle for Mastery in the Middle East, 1789–1922 (Harvard University Press, 1999; mit Inari Karsh)
- Fabricating Israeli History: The „New Historians“ (Cass, 1997; second edition 1999)
- The Gulf Conflict 1990–1991: Diplomacy and War in The New World Order (Princeton University Press, 1993; mit Lawrence Freedman)
- Saddam Hussein: A Political Biography (The Free Press, 1991; mit Inari Rautsi-Karsh)
- Soviet Policy towards Syria Since 1970 (Macmillan & St. Martin's Press, 1991)
- Neutrality and Small States (Routledge, 1988)
- The Soviet Union and Syria: The Asad Years (Routledge for the Royal Institute of International Affairs, 1988)
- The Cautious Bear: Soviet Military Engagement. In: Middle East Wars in the Post 1967 Era (Westview, 1985)

In französischer Sprache:
- La Guerre d’Oslo (Les Éditions de Passy, Paris 2005; mit Joël Fishman)